# Hesperophanoschema hirsutum
Hesperophanoschema hirsutum är en skalbaggsart som beskrevs av Dmytro Zajciw 1970. Hesperophanoschema hirsutum ingår i släktet Hesperophanoschema och familjen långhorningar. Inga underarter finns listade i Catalogue of Life.